# Cromstrijen
Cromstrijen este o comună în provincia Olanda de Sud, Țările de Jos. Se află în Hoeksche Waard[*]; lângă Haringvliet și Râul Hollands Diep; și la o altitudine de 0 m deasupra nivelului mării. Populația este de 12.826 locuitori, determinată în 1 ianuarie 2018, prin înregistrarea rezidenților[*].

## Localități componente
Klaaswaal, Numansdorp.

## Personalități născute aici
- Olav Kooij (n. 2001), ciclist.